# Warsaw (Nova York)
Warsaw és una vila i seu del comtat de Wyoming a l'estat de Nova York, Estats Units d'Amèrica.

## Demografia
Segons el cens del 2000 Warsaw tenia 3.814 habitants., 1.484 habitatges, i 887 famílies. La densitat de població era de 357,4 habitants per km².
Dels 1.484 habitatges en un 32% hi vivien nens de menys de 18 anys, en un 44,3% hi vivien parelles casades, en un 12% dones solteres, i en un 40,2% no eren unitats familiars. En el 34,1% dels habitatges hi vivien persones soles el 17,3% de les quals corresponia a persones de 65 anys o més que vivien soles. El nombre mitjà de persones vivint en cada habitatge era de 2,32 i el nombre mitjà de persones que vivien en cada família era de 3,01.
Per edats la població es repartia de la següent manera: un 23,8% tenia menys de 18 anys, un 7,9% entre 18 i 24, un 27,4% entre 25 i 44, un 19,2% de 45 a 60 i un 21,7% 65 anys o més.
L'edat mediana era de 39 anys. Per cada 100 dones de 18 o més anys hi havia 78,6 homes.
La renda mediana per habitatge era de 35.592 $ i la renda mediana per família de 42.540 $. Els homes tenien una renda mediana de 33.682 $ mentre que les dones 21.540 $. La renda per capita de la població era de 17.483 $. Entorn del 9,8% de les famílies i l'11% de la població estaven per davall del llindar de pobresa.